# Москоу (Индия)
Мо́скоу (малаял. മോസ്ക്കോ; [Mōskkō]) — деревня в округе Коттаям штата Керала, Индия.

## Наименование
Деревня была переименована в 1957 году в честь избрания первого коммунистического правительства в штате Керала.

## Описание
Изначально это была небольшая деревушка, а сейчас это пригород Чанаганассери с больницами, школами и храмами. Коттаям, Чанганассери и Тирувалла — крупные города поблизости, а ближайшая железнодорожная станция — это железнодорожная станция Чанганассери.